# رفراف جورجيا الجديدة القزم
رفراف جورجيا الجديدة القزم (الاسم العلمي Ceyx collectoris)، طائر من مخيط الماء وفصيلة رفرافيات. موطنه وسط غرب  جزر سليمان. موائله الطبيعية أراضي الغابات الرطبة المنخفضة الشبه الاستوائية أو المدارية.